# Abraham de la Haye
Abraham de la Haye (Hay) (født før 1616 – 1627 i Schlesien) var militæringeniør.
Abraham de la Haye, der, som navnet viser, var af hollandsk oprindelse, ansattes 1617 af Christian IV som kgl. ingeniør og udfoldede i de følgende år en travl virksomhed i kongens tjeneste, 1617-18 ved anlæggelsen af en befæstning omkring Skanderborg Slot, 1618-22 ved Københavns fæstning, 1619-20 udstak han Halmstads bybefæstning og planlagde en regulering af gadenettet og optrådte samtidig som voldmester ved Glückstadts befæstningsværker. 
1623 foretog han flere rejser til Bergen og leverede udkast til byens regulering efter en brand. Omkring 1625 afstak han et stengærde rundt om Varberg, men blev året efter tilforordnet et korps, der sendtes til Schlesien. De la Haye, der tillige virkede som fabrikant fra begyndelsen af 1620'erne (papirmølle og kalkbrænderi), fulgte de nederlandske teoretikeres ideer om en fæstningsbys ydre værker og indre struktur, men måtte ofte afstemme sine planer efter de stedlige og praktiske forhold. Han faldt i en duel. Muligvis er officeren Jean de la Hay(e) en søn.  
Han var gift med NN, død efter 1628. 

## Værker
- Arbejder ved fæstningen i Halmstad (1618) og byplan sammesteds (1619)
- Afslutning af påbegyndt voldanlæg mellem Vesterport og Vandkunsten i København (1618)
- Projektering af sluse ved Lommans udmunding i Øresund (1619)
- Byggearbejder ved Skanderborg Slot (1619)
- Afstikning af grunde på Christianshavn (1620)
- Opmåling af Ryvangen (1622)
- Projekt til byplan for del af Bergen (1623)
- Reparation af del af Christianstads befæstning (1624)
- Byggearbejder i Varberg (1625)